# Deo ignoto
La frase deo ignoto significa "al dio sconosciuto" ed è presente in un versetto della Bibbia, Atti degli Apostoli 17, 23: 
L'iscrizione è riportata da Paolo di Tarso che l'aveva letta, a sua volta, su un tempio di Atene durante il suo ministero apostolico. Ne prese lo spunto per far conoscere il Dio dei cristiani.
È nota anche a Roma, sul colle Palatino, una piccola ara romana dedicata a un "Dio sconosciuto", riscoperta nel 1748.
Un pagano avrebbe detto che, pur sforzandosi di essere rispettoso di tutte le divinità, poteva accadere che gli sfuggisse di onorarne una.
A quella, pur sconosciuta, elevava con quelle parole il suo rispetto.
In teologia, il dio ignoto (Deus ignotus, in greco θεὸς ἄγνωστος) va distinto sia dal deus absconditus che dal deus otiosus.
La frase è talora utilizzata per indicare libri, opere o monumenti di cui non si conosce il dedicatario.